# Centro e Centro Histórico

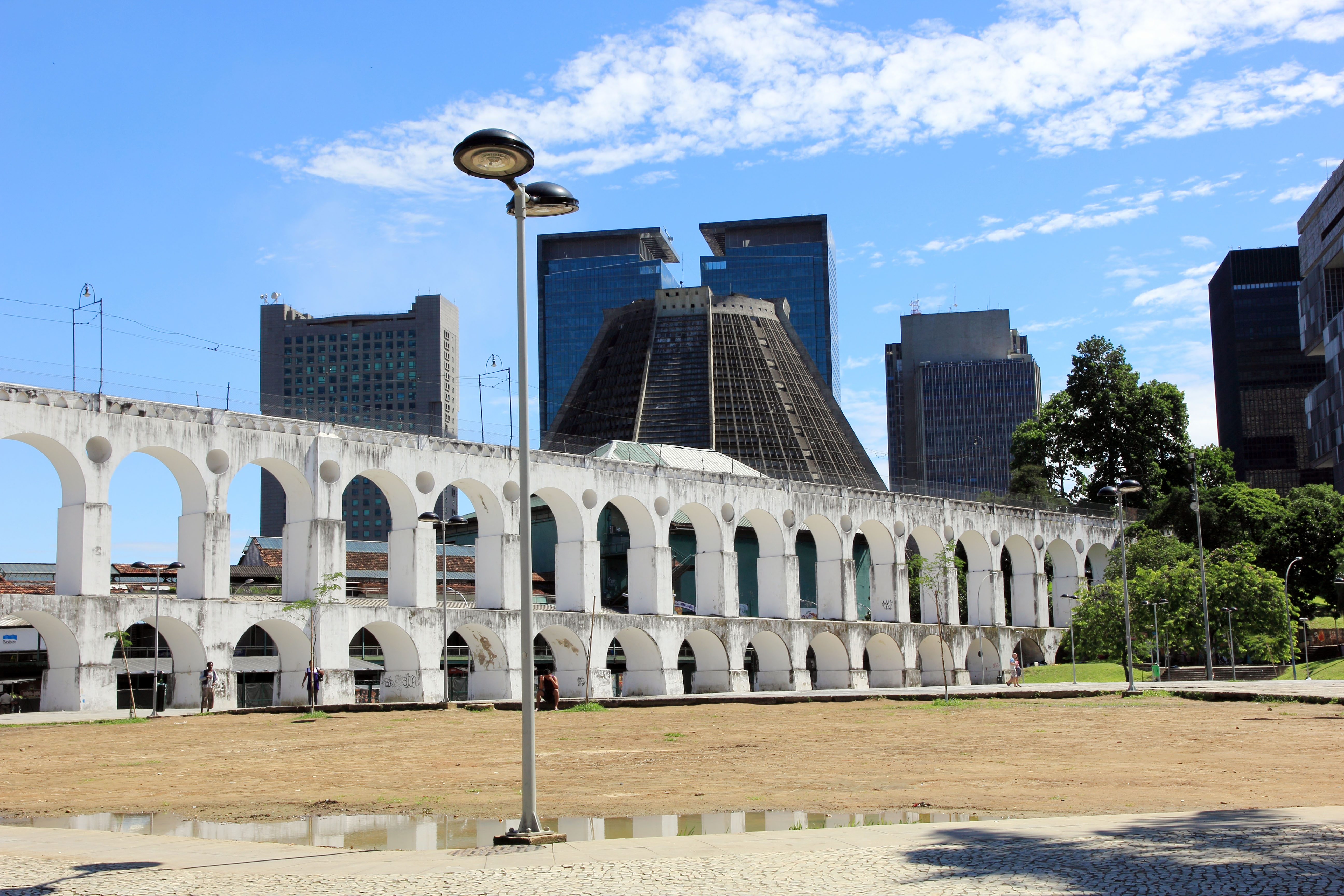
Die Arcos da Lapa und Sebastianskathedrale im Zentrum von Rio de Janeiro

Centro e Centro Histórico (portugiesisch für Zentrum und historisches Zentrum; auch als Zona Central bezeichnet) ist eine Unterpräfektur Rio de Janeiros. Sie beinhaltet das historische Verwaltungs- und Finanzzentrum von Rio. So war die Praça Quinze de Novembro (Praça XV) in Ufernähe der Guanabara-Bucht der Hauptplatz des kolonialen Rio de Janeiro. Seit die „Cariocas“ während der 1990er Jahre die bisher vernachlässigten Reminiszenzen ihres historischen Stadtkerns wiederentdeckten, hat die Stadtverwaltung verschiedene Renovierungsprojekte gestartet. Besonders historische Gebäude und öffentliche Plätze, welche auch von touristischem Interesse sind, wurden in diese Renovierungspläne einbezogen. Hierbei ist insbesondere das Porto Maravilha Projekt und die Promenade Orla Conde für das Viertel von Bedeutung.

## Bezirke und Stadtteile
Zur Unterpräfektur zählen folgende Bezirke (Regioes Administrativas) und Stadtteile (Bairros):
| Nr.   | Bezirk (Região Administrativa) | Stadtteil (Bairro) | Ortslagen (Sub-Bairros) |
| ----- | ------------------------------ | ------------------ | ----------------------- |
| I     | Portuária                      | Caju               |                         |
| I     | Portuária                      | Gamboa             |                         |
| I     | Portuária                      | Saúde              |                         |
| I     | Portuária                      | Santo Cristo       |                         |
| II    | Centro                         | Centro             | Fátima                  |
| II    | Centro                         | Glória             |                         |
| Lapa  |                                |                    |                         |
| III   | Rio Comprido                   | Catumbi            |                         |
| III   | Rio Comprido                   | Estácio            |                         |
| III   | Rio Comprido                   | Cidade Nova        |                         |
| III   | Rio Comprido                   | Rio Comprido       |                         |
| VII   | São Cristóvão                  | Benfica            |                         |
| VII   | São Cristóvão                  | Mangueira          |                         |
| VII   | São Cristóvão                  | Vasco da Gama      |                         |
| VII   | São Cristóvão                  | São Cristóvão      |                         |
| XXI   | Paquetá                        | Paquetá            |                         |
| XXIII | Santa Teresa                   | Santa Teresa       |                         |